# Tarenna polycarpa
Tarenna polycarpa är en måreväxtart som först beskrevs av Friedrich Anton Wilhelm Miquel, och fick sitt nu gällande namn av Sijfert Hendrik Koorders och Theodoric Valeton. Tarenna polycarpa ingår i släktet Tarenna och familjen måreväxter.
Artens utbredningsområde är Java. Inga underarter finns listade i Catalogue of Life.